# Одеон у Александрії Єгипетській

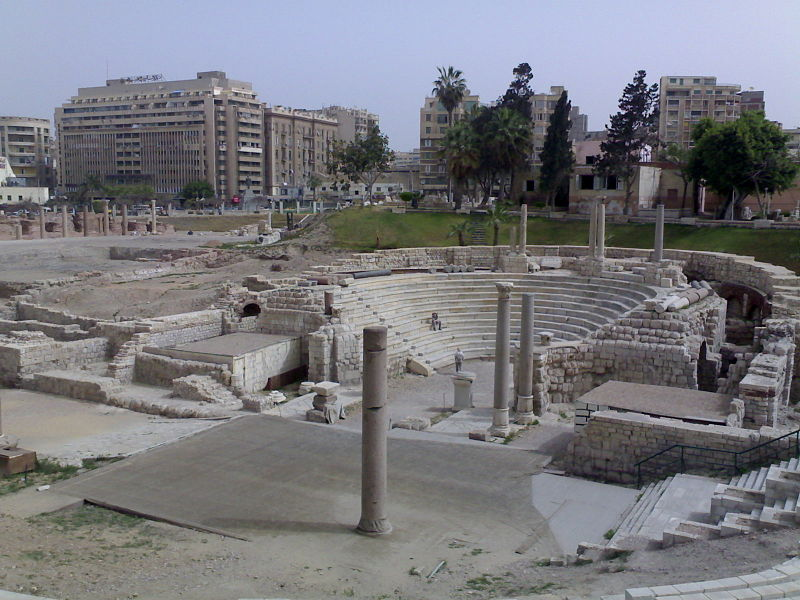
Реставрована частина ще давньогрецького театру з підковоподібою глядацької залою, Александрія Єгипетська, фото 2008 р.

Греко-римський амфітеатр — античний одеон, знайдений під час розкопок в місті Александрія Єгипетська.

## Передісторія

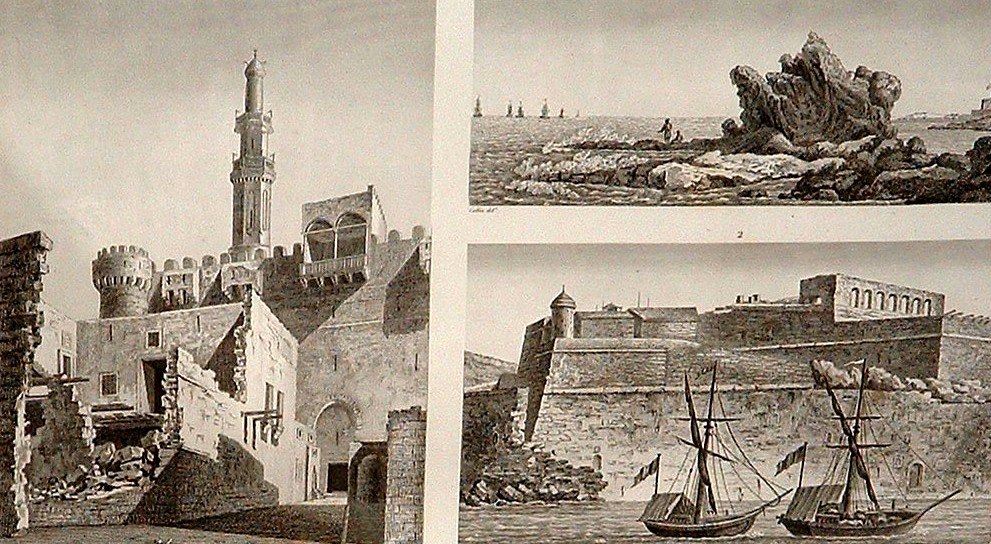
Середньовіні споруди в колишній арабській Александрії

Александрія Єгипетська належить до африканських міст, де мешкає більше одного мільйона мешканців. Різка зміна панівних вірувань призвела до майже повної втрати споруд античного періоду. Низка їх (розташованих на колишньому  узбережжі) була поглинута морем під частих тут землетрусів, а залишки тих, що були на суходолі, були поруйновані або значно перебудовані мусульманами, котрі захопили землі колишнього Єгипту. Численним туристам у місті показували лише велетенську колону Помпея та декілька не дуже старовинних споруд доби арабського середньовіччя. Старовину їздили відвідувати у Гізу, Абу-Сімбел, Каїр тощо.
В одному з путівників по місту було закарбовано — « Від колишньої величі в Александрії не залишилось майже нічого. Е колона Помпея і це суттєво все. Місто, овіяне диханням великої історії, нічого не може показати численному натовпу туристів».
З історії була відома Александрійська бібліотека, осередок літератури і культури еллінізму. Але колекція рукописів була спалена арабами-завойовниками (агресивними носіями іншої, неєвропейської культури), споруда бібліотеки поруйнована, а її територія давно забудована. Феномен Александрійської бібліотеки як такої був настільки важливим, що її вирішили відновити.
В 1974 р. представники Александрійського університету запропонували відновити Александрійську бібліотеку на її історичній території. В 1988 році була придбана земельна ділянка і  тодішній президент ЮНЕСКО заклав символічний перший камінь нової споруди. Був проведений міжнародний архітектурний конкурс. В архітектурному конкурсі на проєкт бібліотеки перемогу отримало  норвезьке архітектурне бюро «Snøhetta» і австрійський архітектор Крістоф Капелле. Задля будівництва було створено консорціум на чолі з «Snøhetta», британськими та італійськими будівельними компаніями.
Бібліотеку було відкрито в 2002 р. Мільйонне місто з доволі великою кількістю неписьменного населення почало набувати проєвропейського, цивілізованого статусу.

## Галерея фото історичних споруд міста

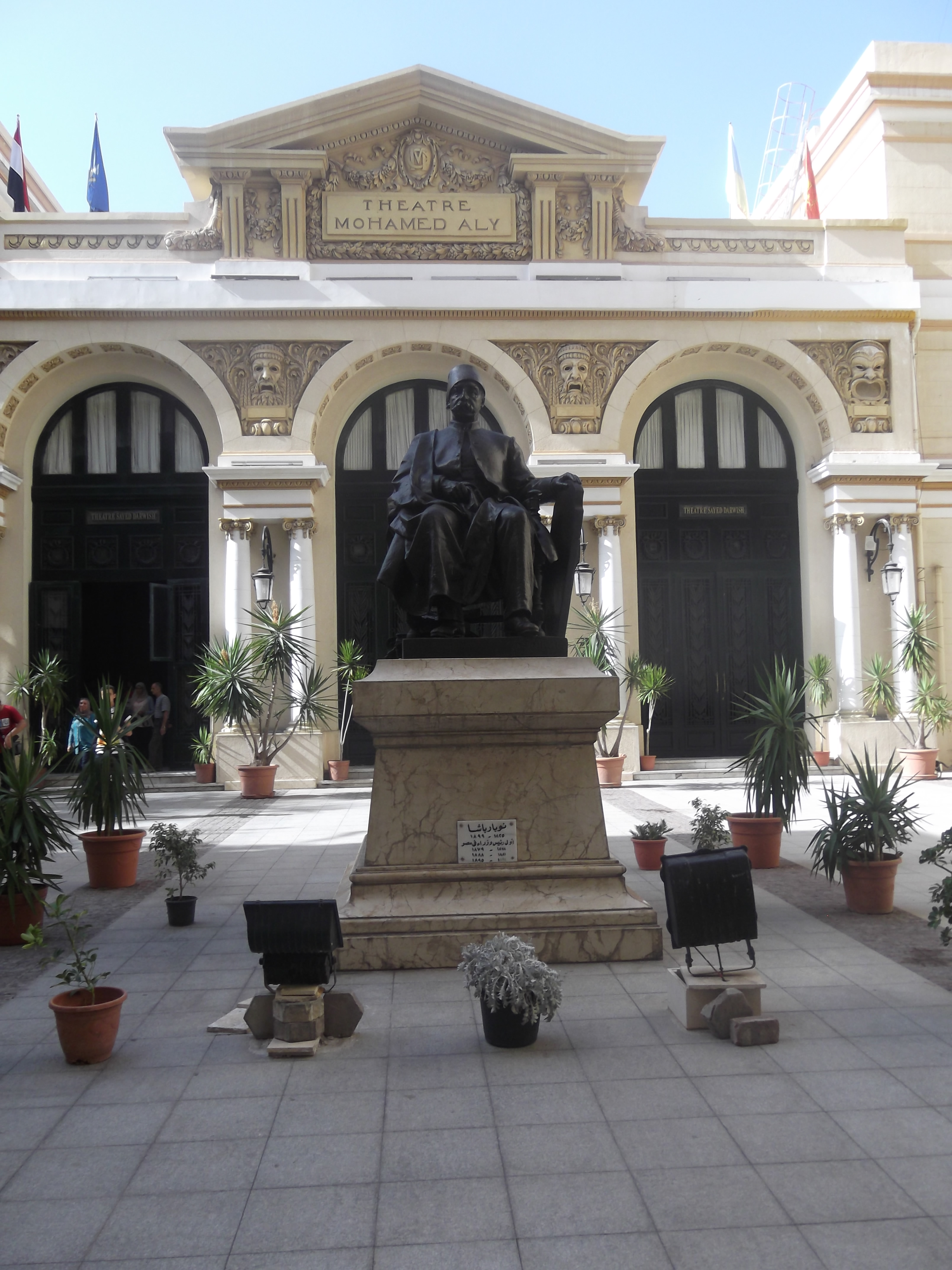
Оперний театр,  Александрія Єгипетська
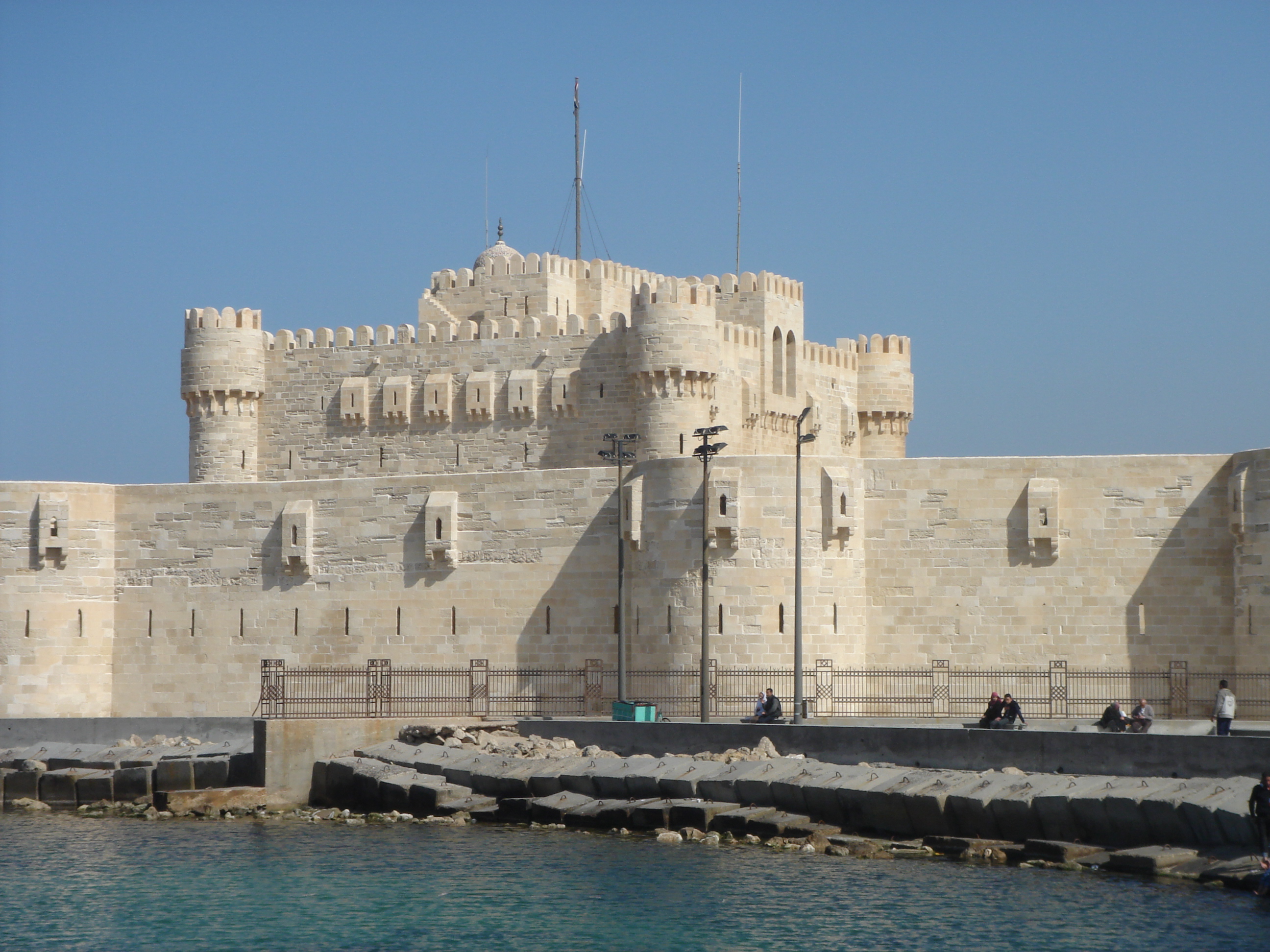
Цитадель Кайтбея в Александрії
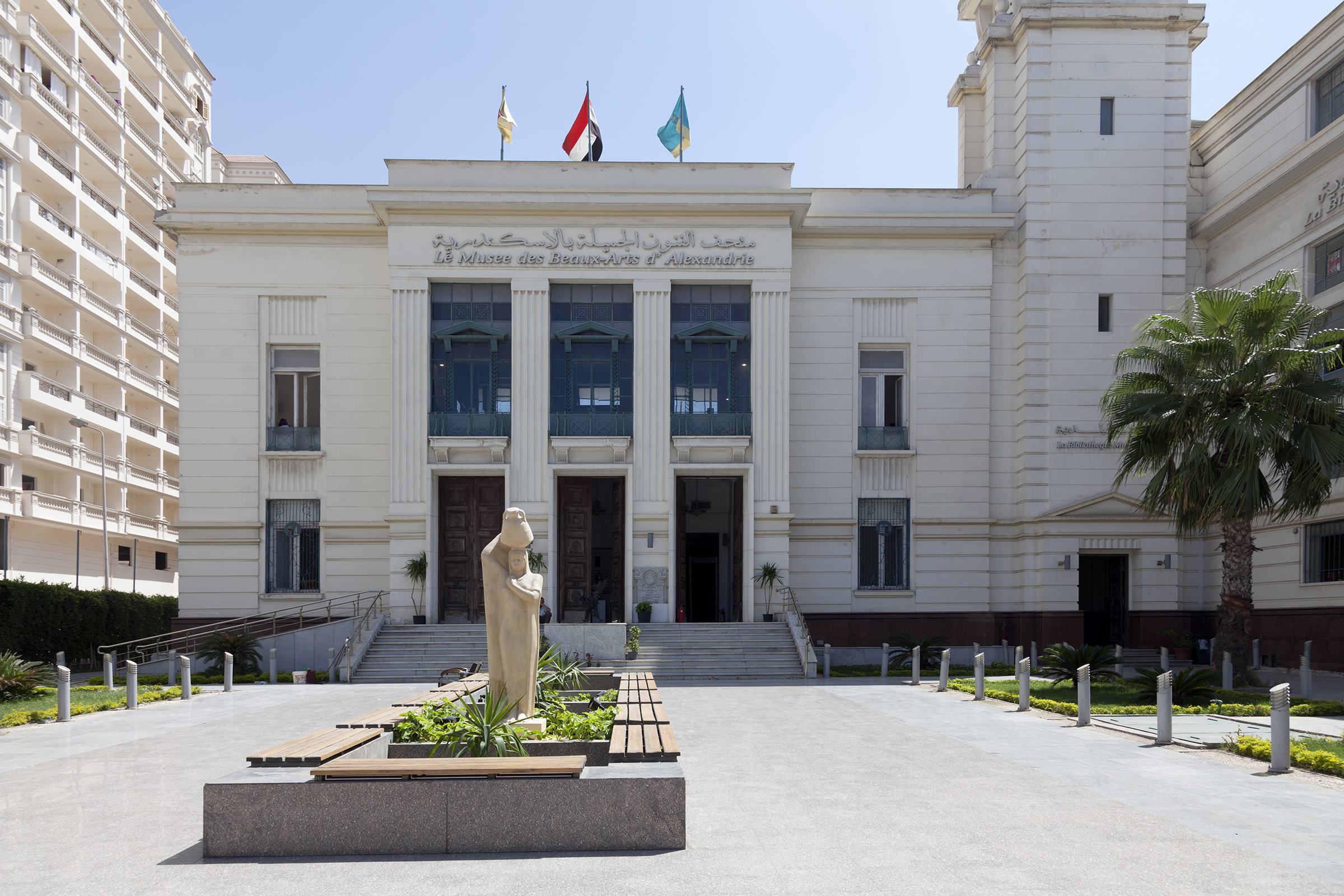
Художній музей в Александрії
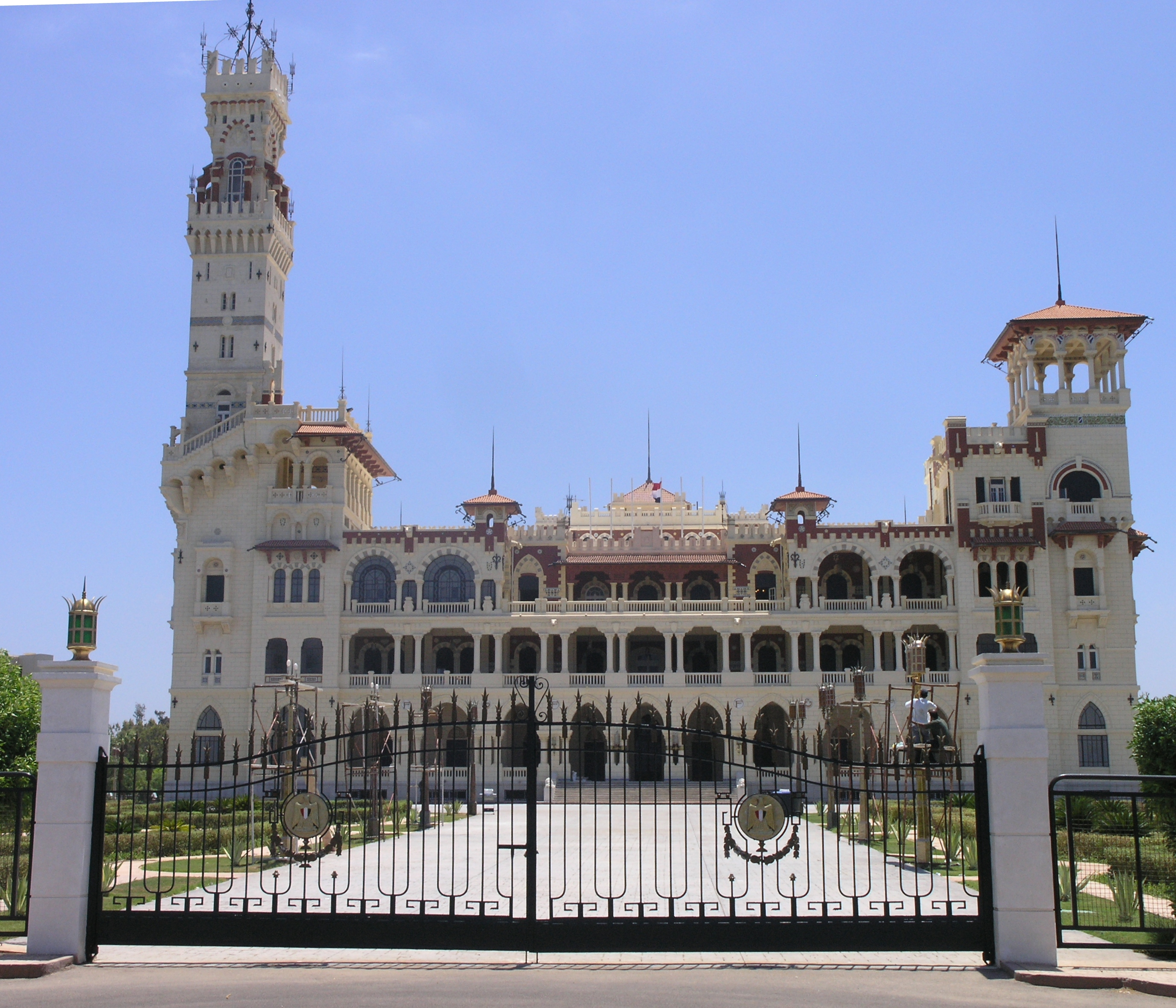
Палац Мунтаза, Александрія Єгипетська
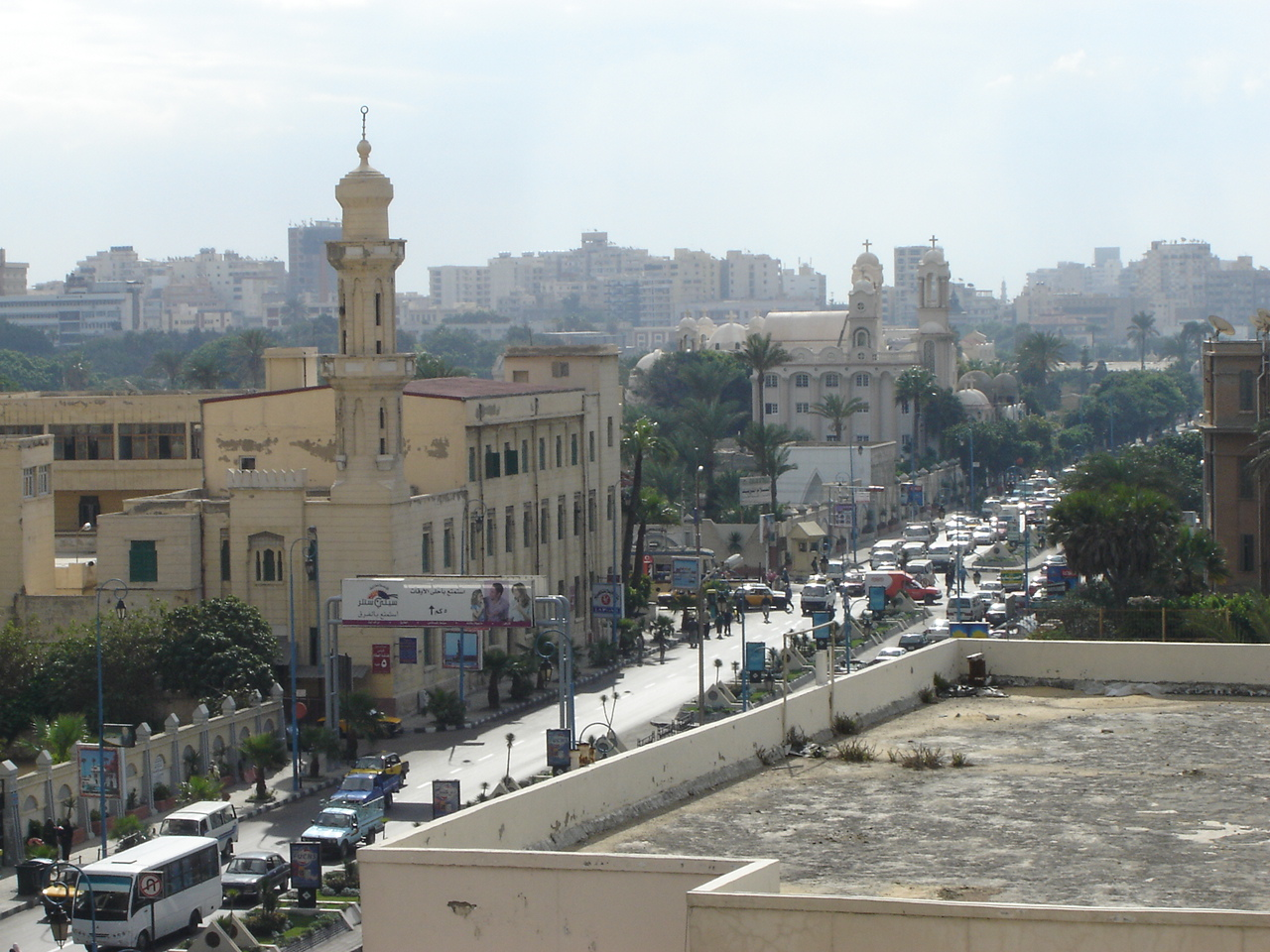
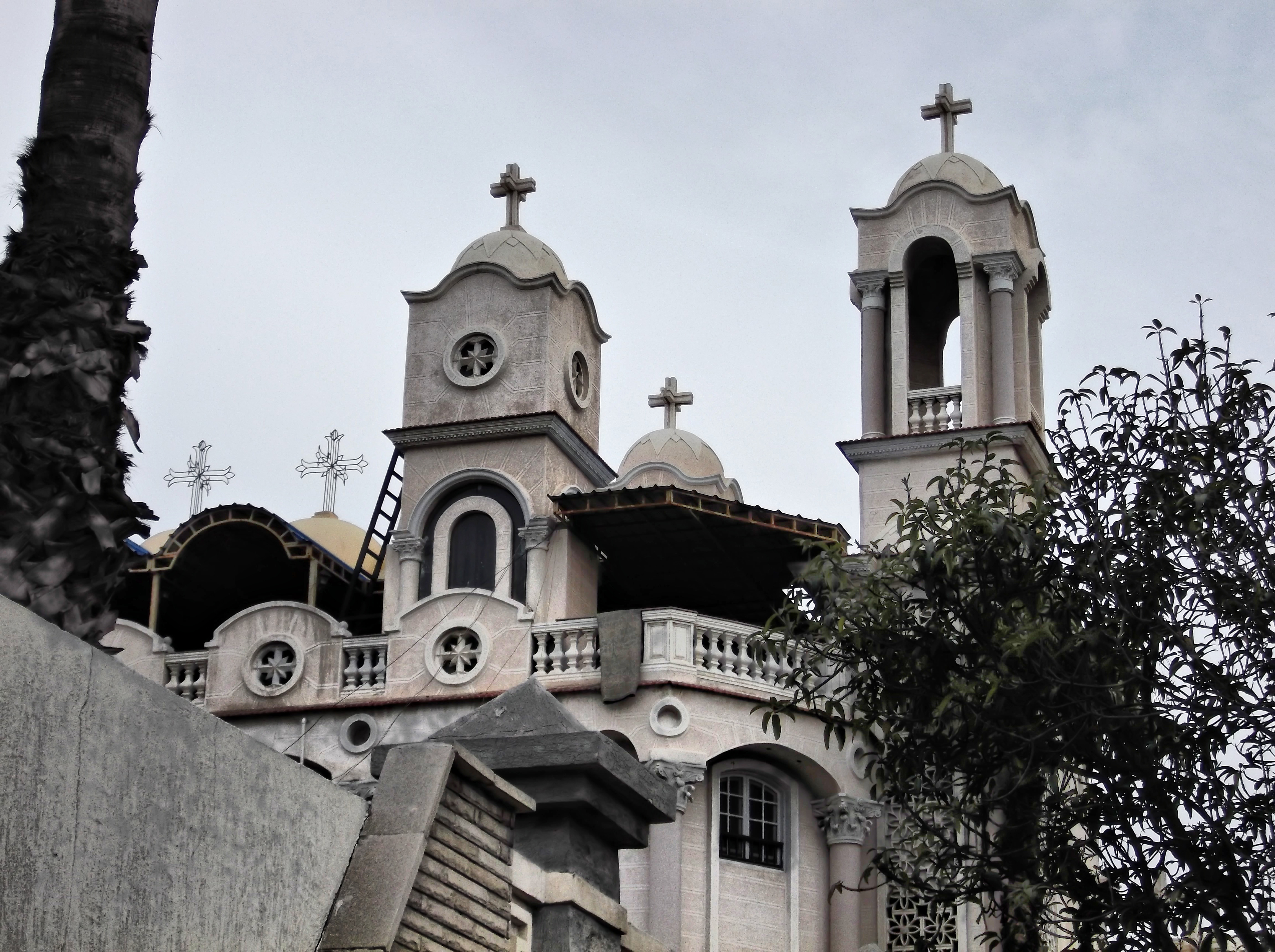
Церква св. Геогргія християн-коптів
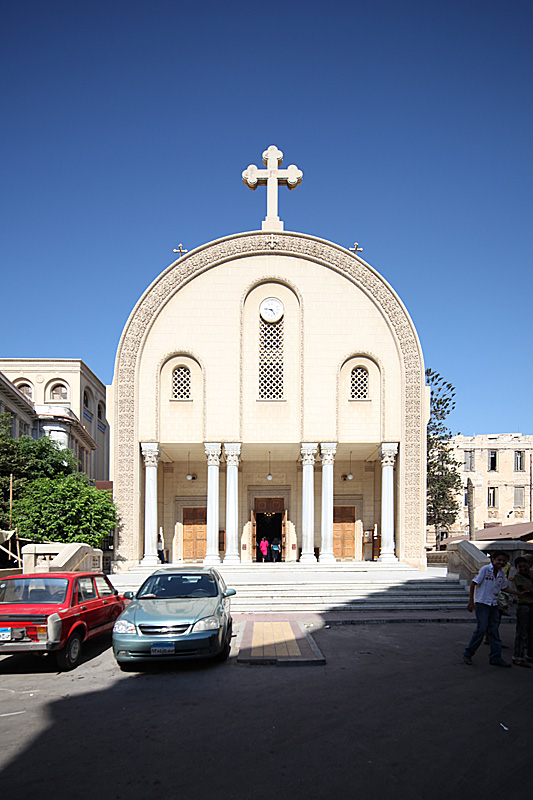
Собор св. Марка,  Александрія Єгипетська
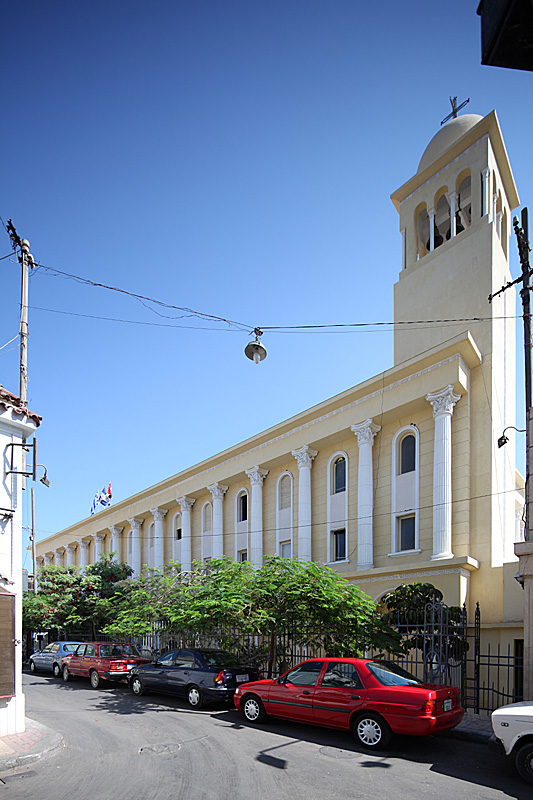
Головний фасад грецького монастиря, Александрія Єгипетська
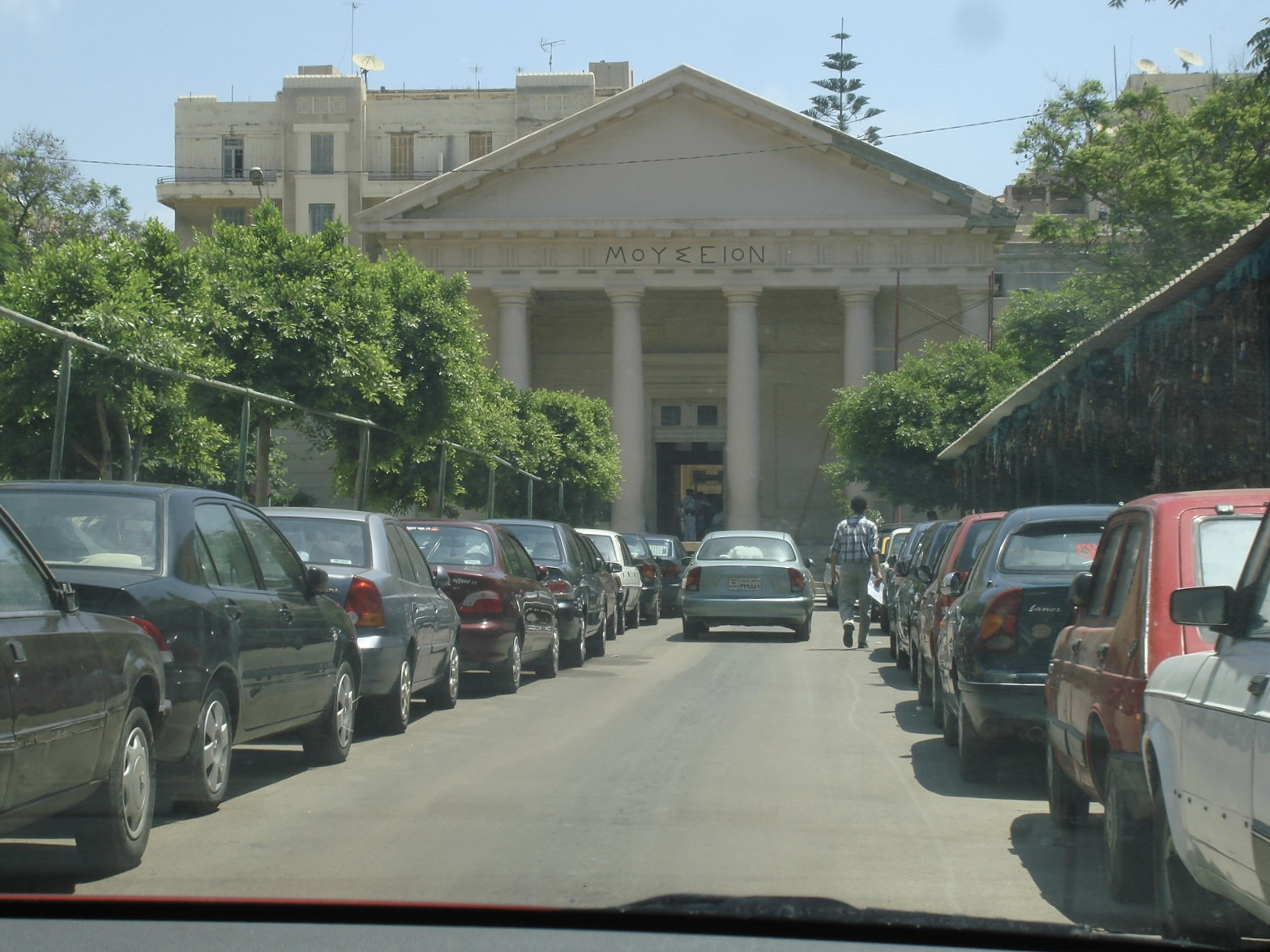
Греко-римський музей, Александрія Єгипетська
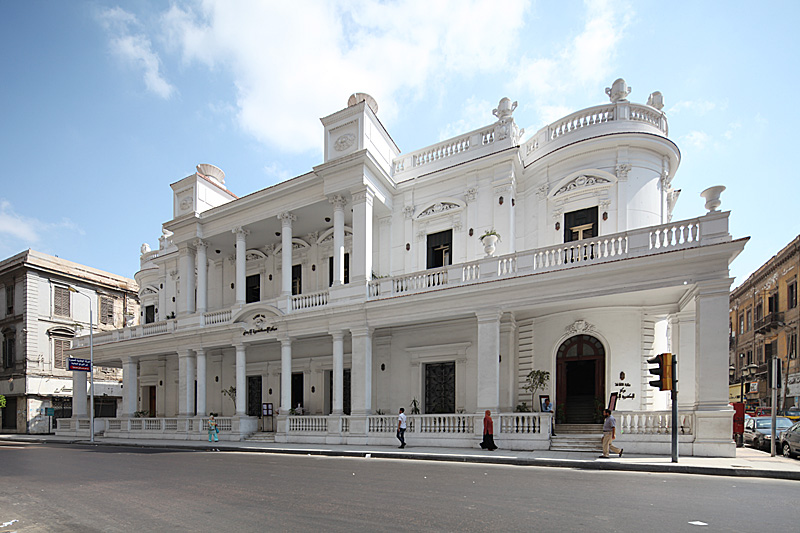
Так званий Центр мистецтв,  Александрія Єгипетська

## Оперний театр міста й античний амфітеатр
На зламі 1950-1960 рр. в місті прийняли рішення про побудову оперного театру. Під новий театр відвели земельну ділянку неподалік від залізничного вокзалу на пагорбі Ком ель-Дикке.
В історичному центрі міста за традицією проводять археологічне дослідження земельної ділянки, призначеної для новітньої забудови. Було проведене й археологічне дослідження пагорба Ком ель-Дикке. На цьому місці були знайдені непогано збережені залишки давньоримської лазні (давньоримські терми). Але вони будувались за типовими проєктами.
Дослідження продовжили й під давньоримськими лазнями знайшли рештки ще давньогрецького театру, перебудованому та декорованому наново у добу Стародавнього Риму.
Про побудову на цьому місці нового оперного театру вже не йшлося. Для його побудови знайшли нову земельну ділянку. А місто нарешті збагатилось залишками оригінального античного амфітеатру.

## Античний театр, галерея фото

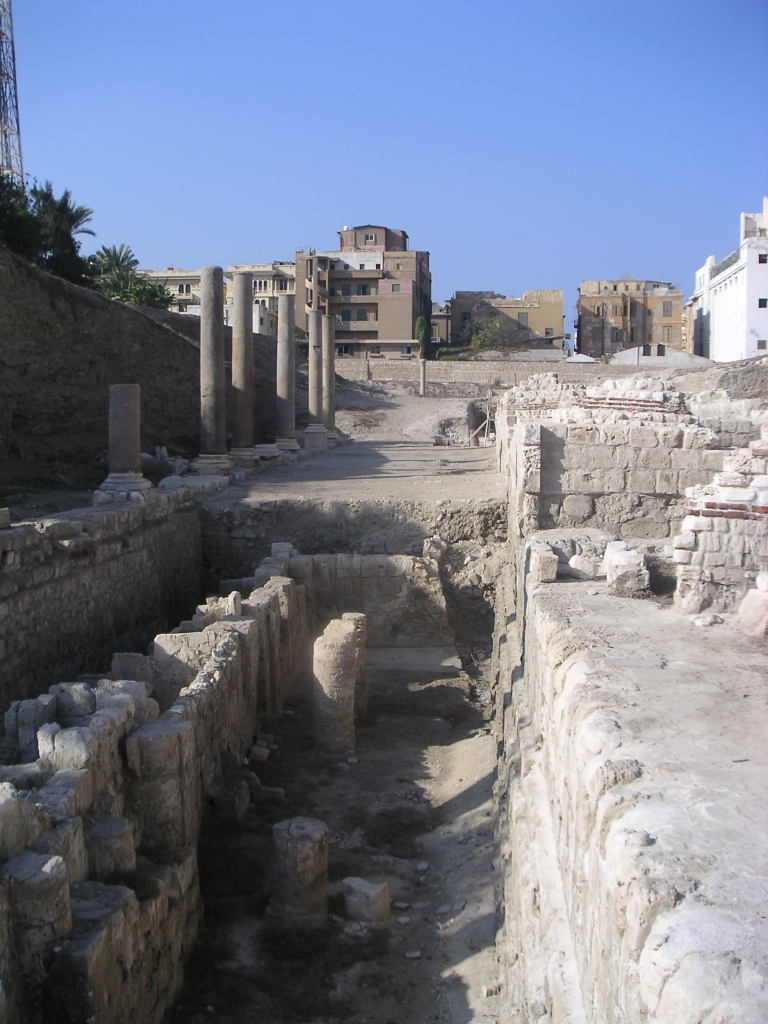
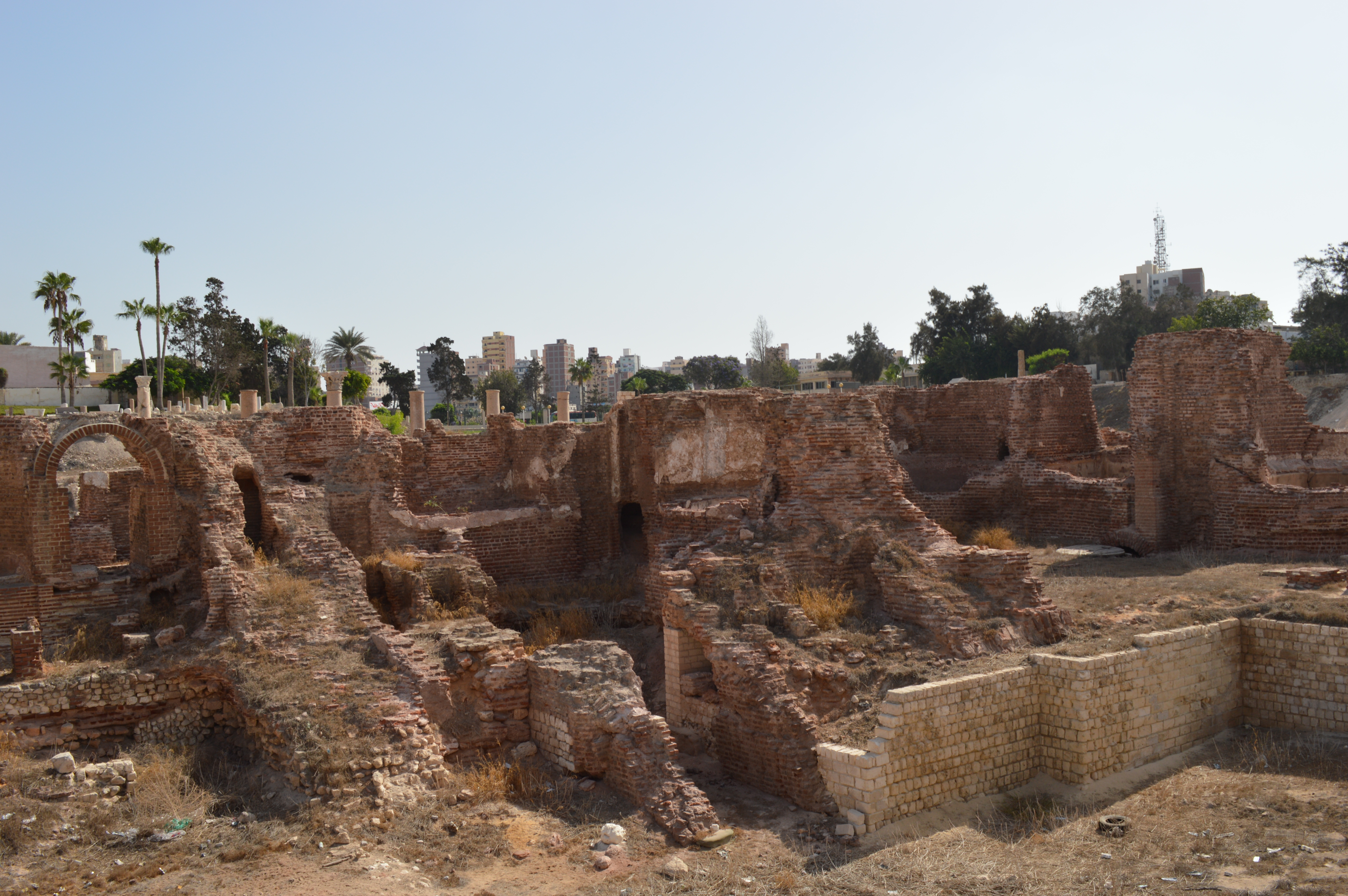
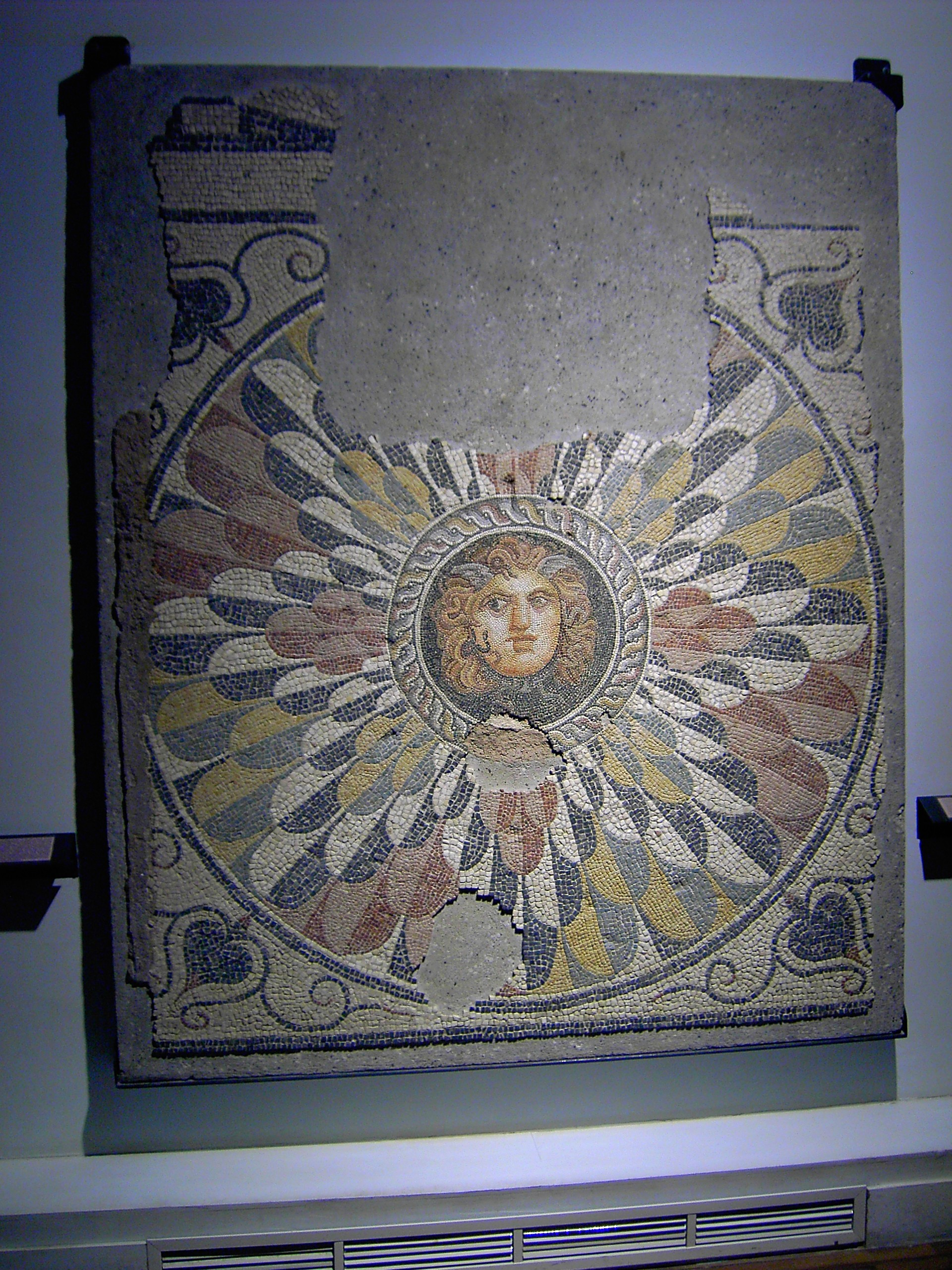
Мозаїка з театру Діани в Александрії
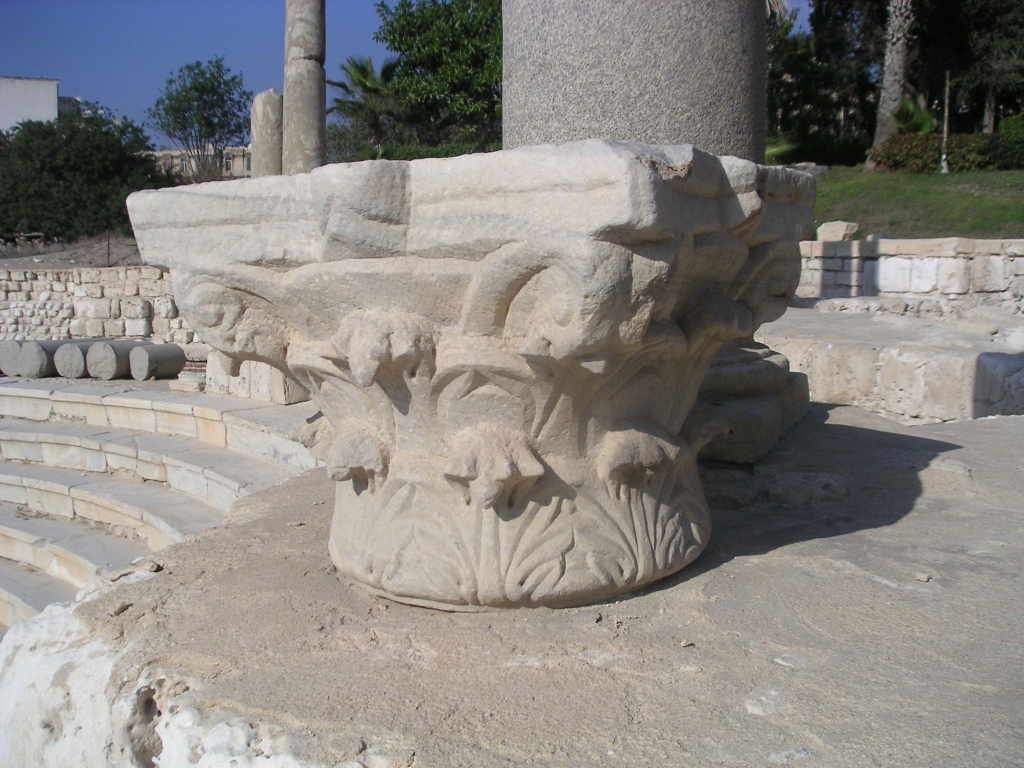
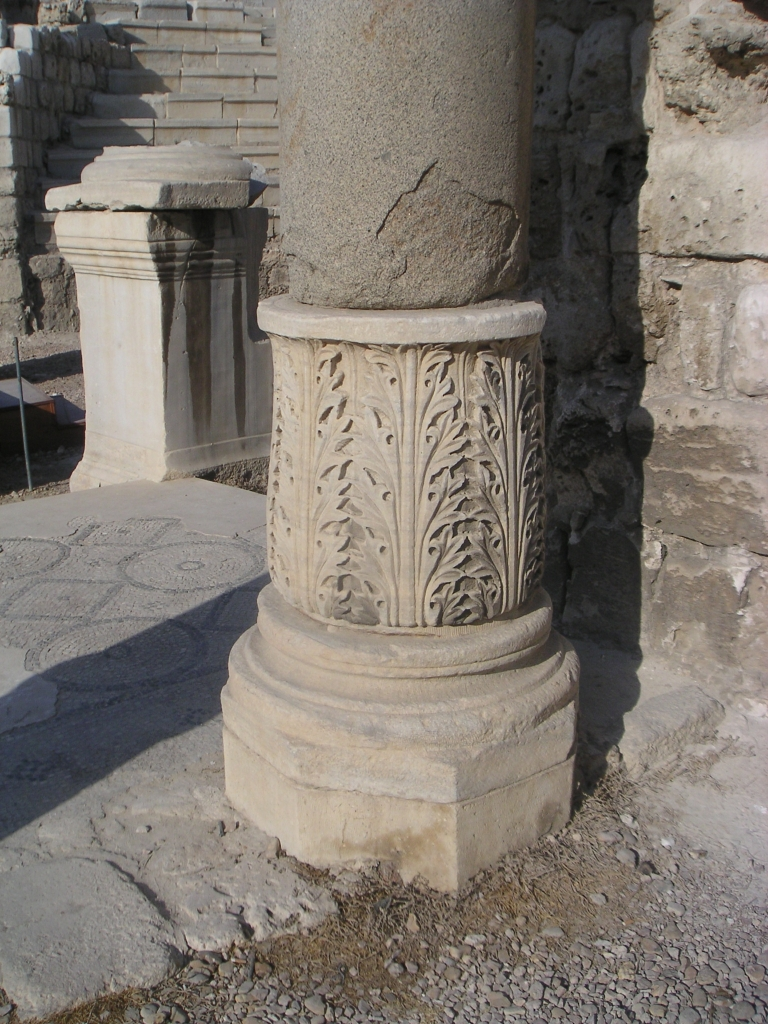
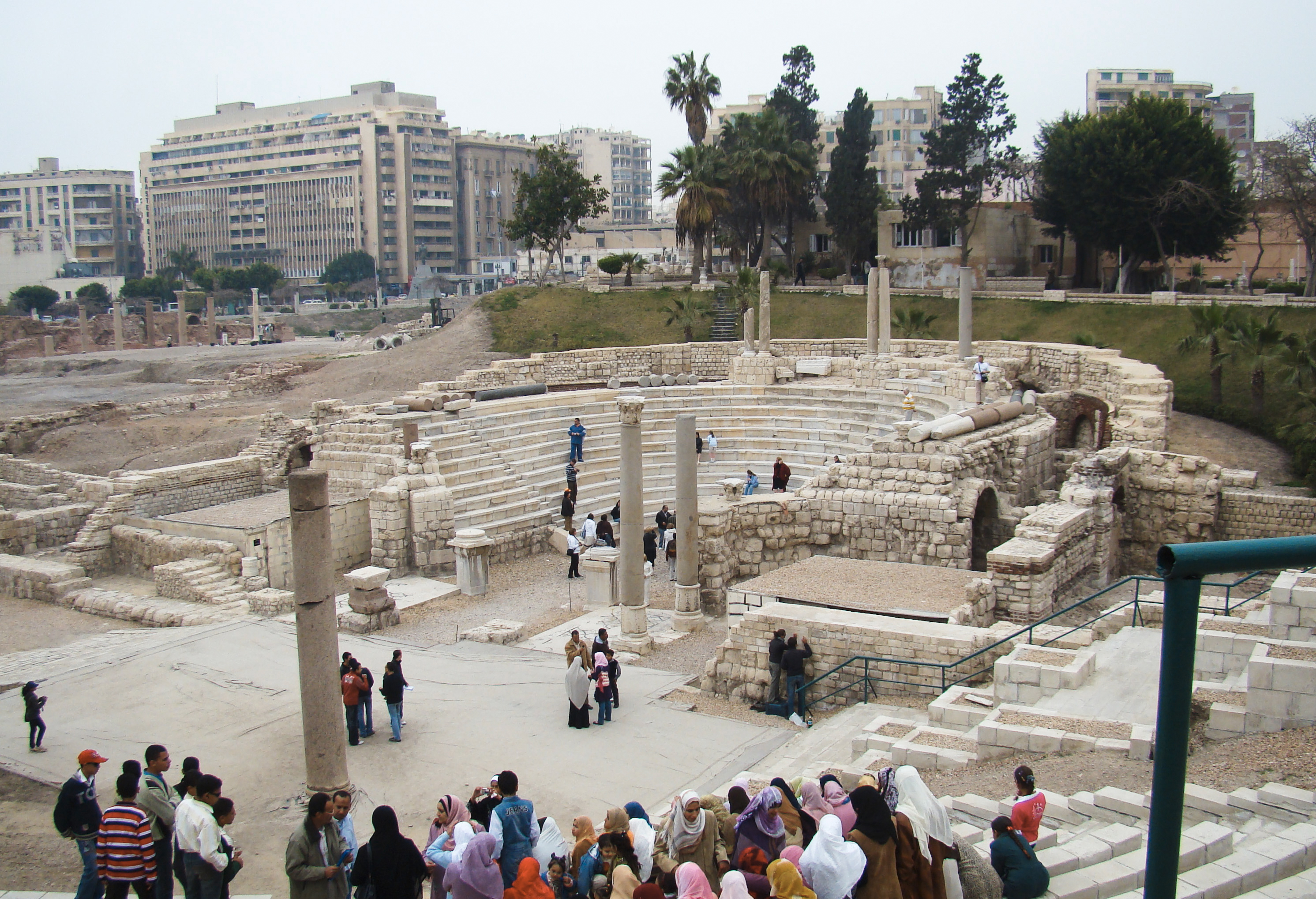
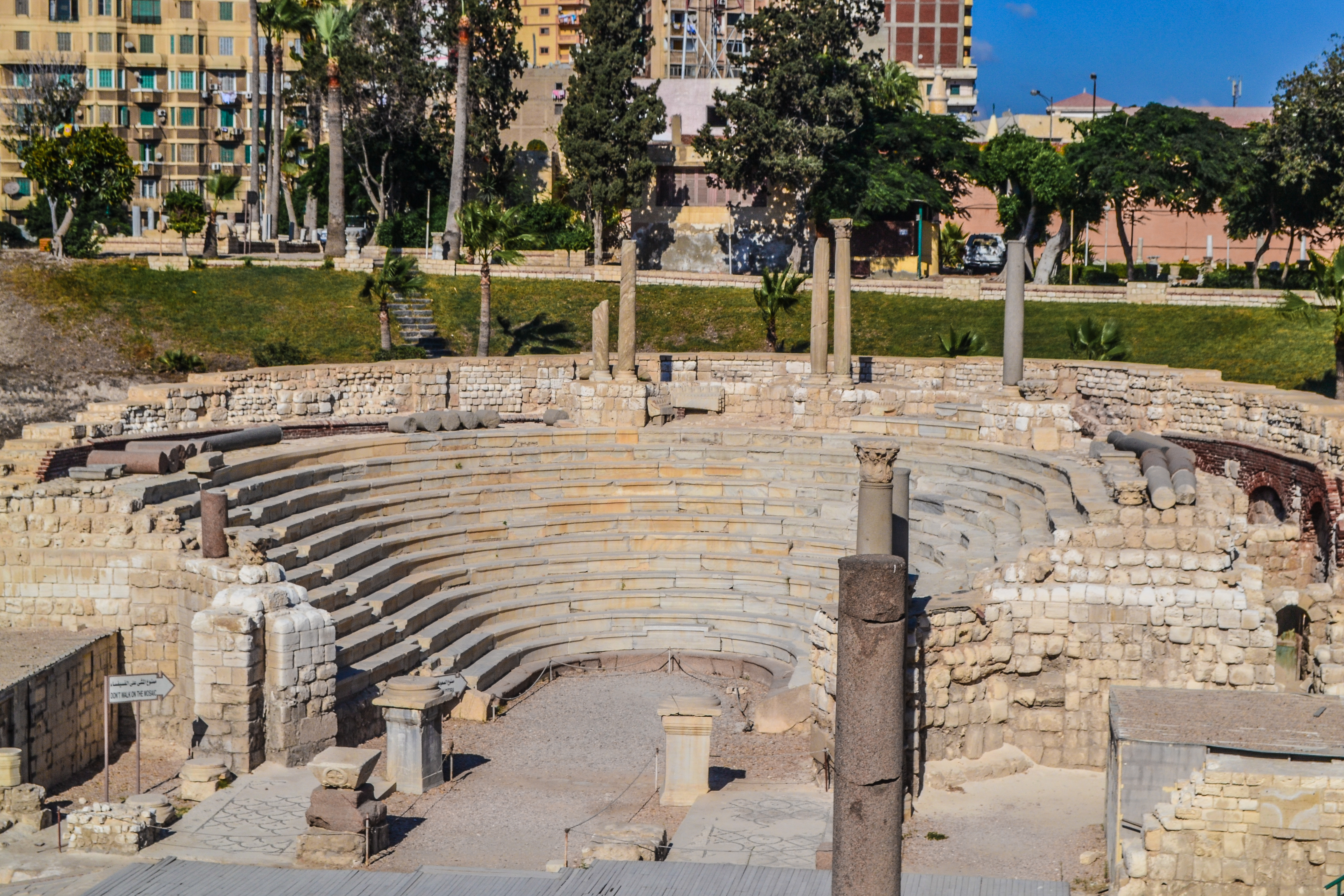
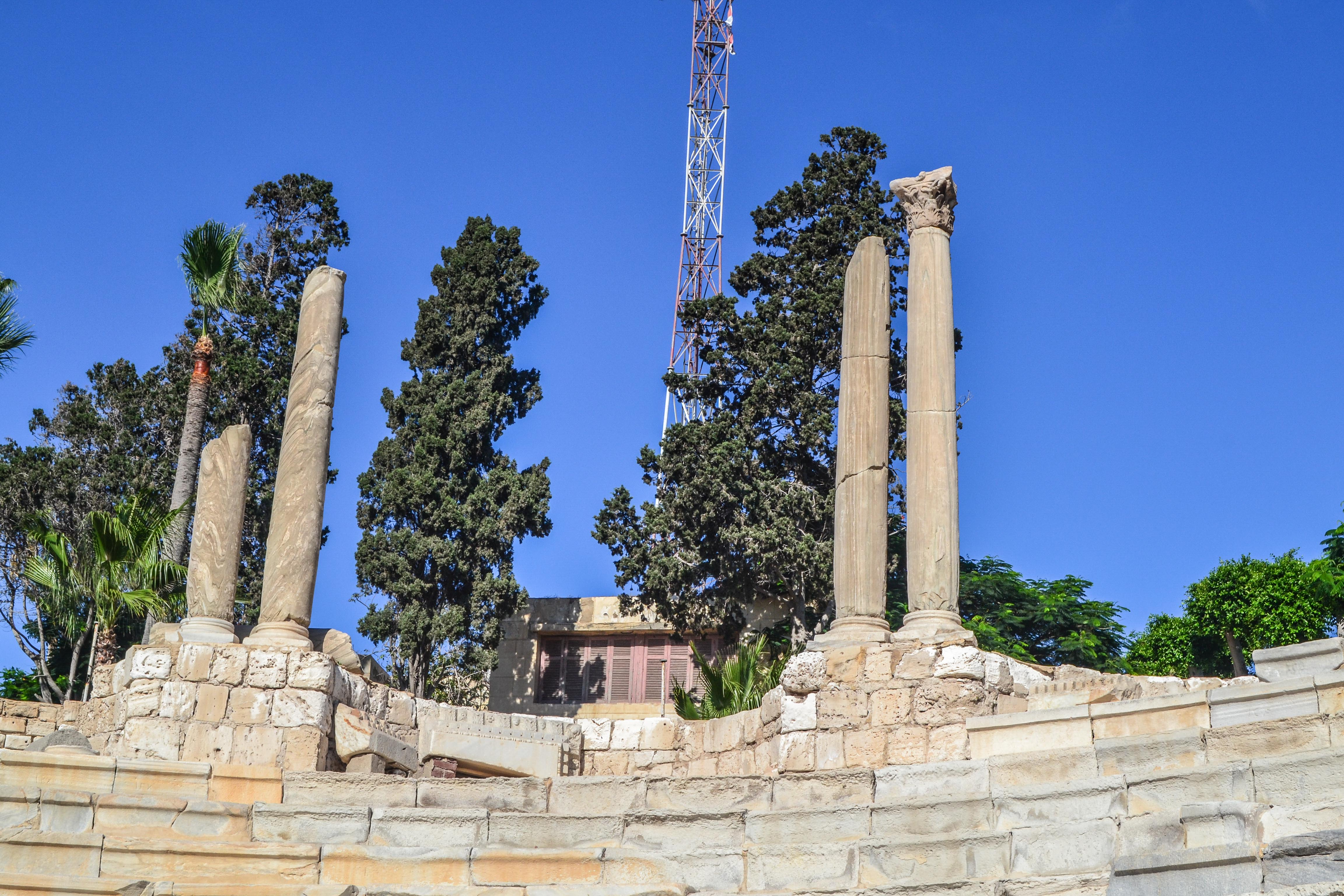
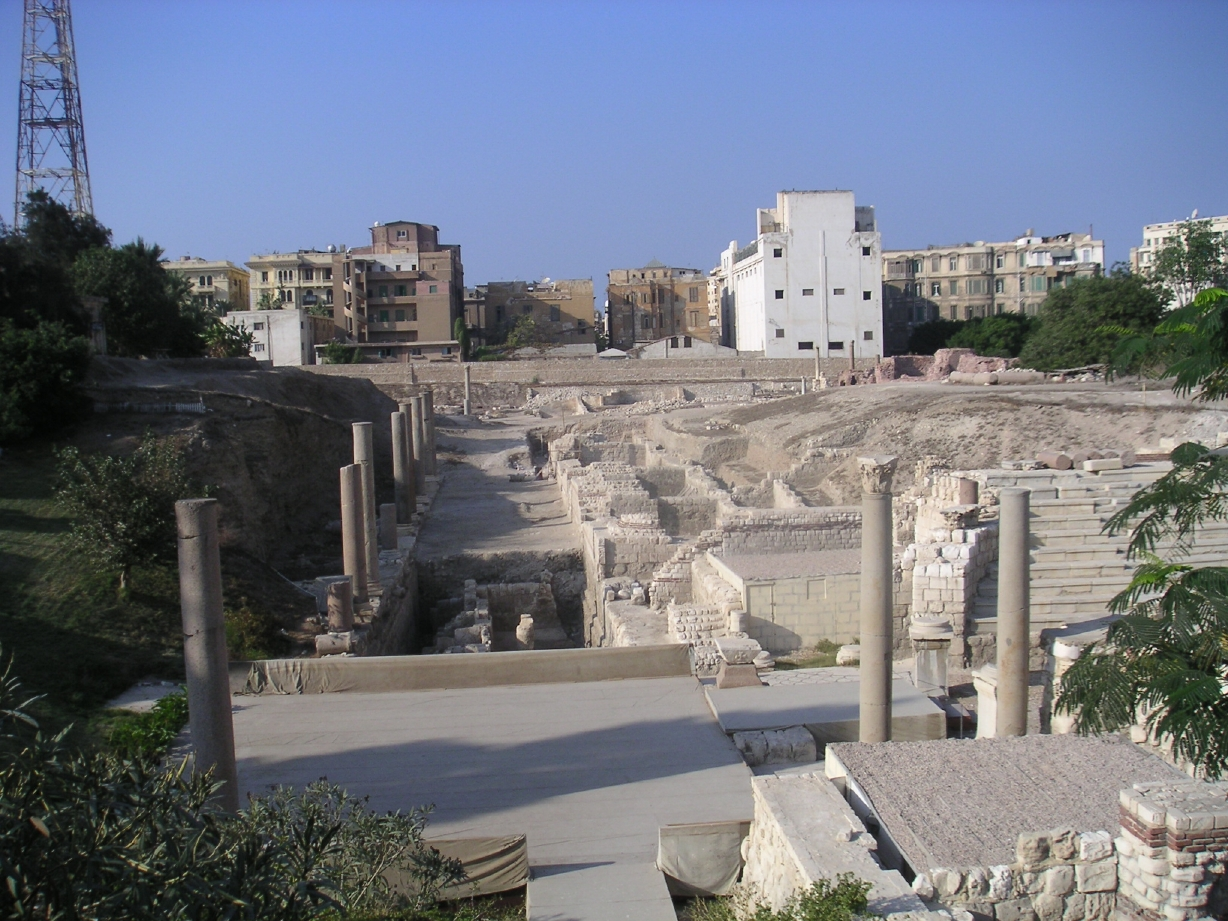
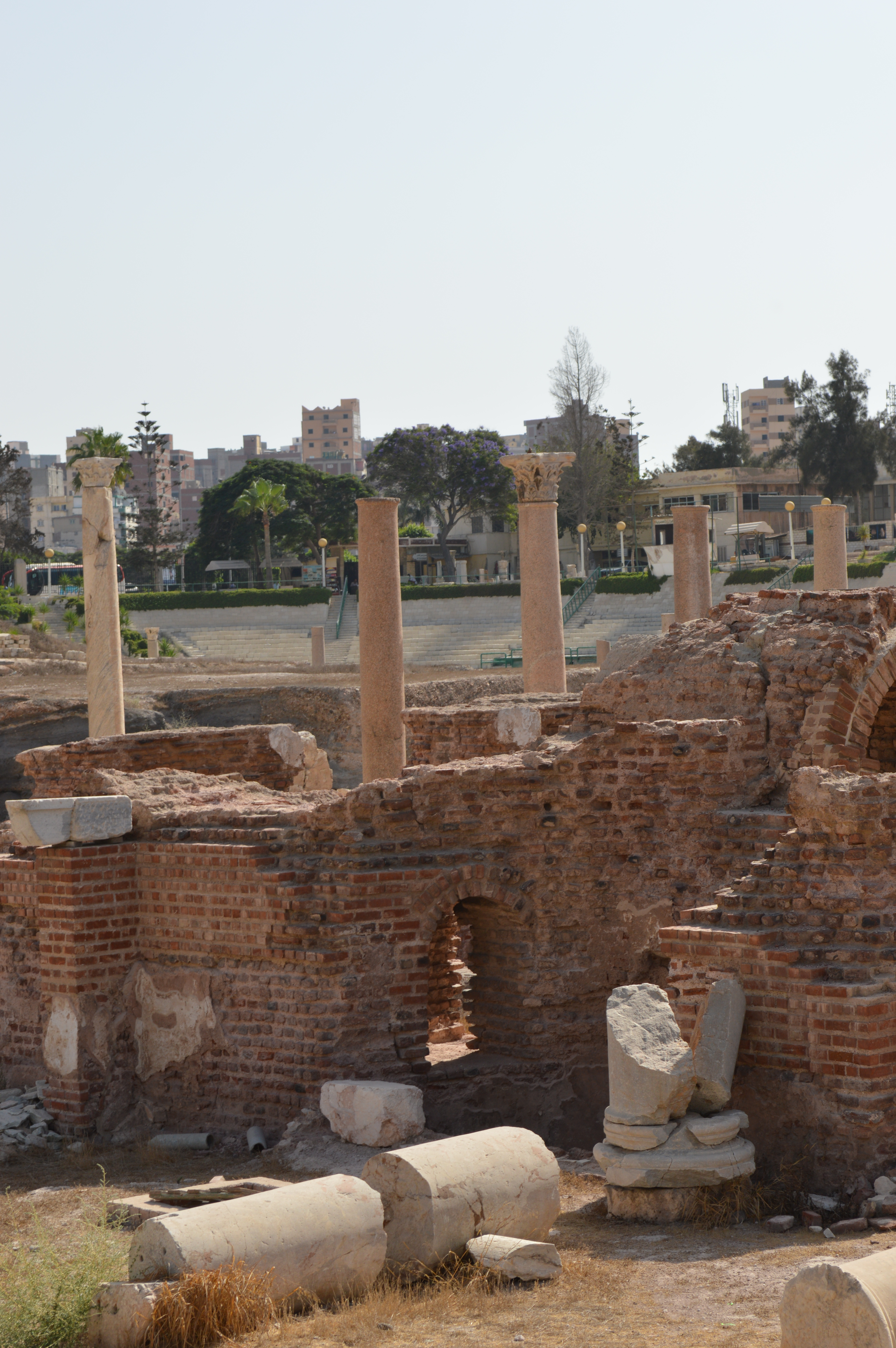